# Puig de la Jana
El puig de la Jana és una muntanya de 491 metres, situada al terme municipal de Maçanet de Cabrenys, a la comarca catalana de l'Alt Empordà.